# Bring 'Em Out Live
| 평가 점수 | 평가 점수 |
| 출처      | 점수      |
| --------- | --------- |
| 올뮤직    | [ 1 ]     |

Bring 'Em Out Live는 미국의 록 밴드 파이어하우스의 첫 번째 라이브 음반이다. 이 음반은 페리 리처드슨이 베이스 기타를 연주한 밴드의 마지막 녹음 자료이다.

## 곡 목록
1. "Intro"
2. "Overnight Sensation"
3. "All She Wrote"
4. "Lover's Lane"
5. "Hold Your Fire"
6. "Dream"
7. "When I Look into Your Eyes"
8. "Acid Rain"
9. "Bringing Me Down"
10. "Don't Walk Away"
11. "Love of a Lifetime"
12. "Reach for the Sky"
13. "I Live My Life for You"
14. "Here for You"
15. "Don't Treat Me Bad"

## 참여 인원
- C. J. 스네어 - 보컬, 키보드
- 빌 레버티 - 기타
- 마이클 포스터 - 드럼
- 페리 리처드슨 - 베이스 기타